# Bjelica (prezime)
Bjelica je izvorno srpsko i /ili crnogorsko, kao i bošnjačko prezime.  Mahom sve osobe sa prezimenom Bjelica vode poreklo iz starocrnogorskog  plemena Bjelice.  Prezime je izvorno formirano tako što su iseljenici iz Bjelica, umesto imena svog bratstva ili roda uzimali ime plemena.  Proces iseljavanja, a samim tim i nastanak prezimena Bjelica, se vezuje za 18. i 19. vek.
Procesom kolonizacija i selidbama u gradove, koji nisu zaobišli nijednu ruralnu oblast u Jugoslaviji, Bjelice su se tokom 20. veka raselili širom Srbije, Bosne i Hercegovine, Crne Gore i Hrvatske.

## Etnička pripadnost
Bjelice su najvećim delom Srbi i Crnogorci, mada ima i Bošnjaka i Hrvata.

## Krsna slava
Većini Bjelica pravoslavaca krsna slava je Sveti Jovan zimski. Prisutna su i druge slave, poput Svete Petke.

## Rasprostranjenost
Prezime Bjelica sreće se u svim krajevima bivše Jugoslavije.  Danas je najprisutnije u Srbiji i Bosni i Hercegovini, manje u Crnoj Gori, a najmanje u Hrvatskoj.  Do početka 20. veka prezime je najviše bilo prisutno u Crnoj Gori, Hercegovini, Bosni i Srbiji.  
Neka od mesta odakle su rodom Bjelice - svi su pravoslavci, osim gde je navedeno drugačije:
- Crna Gora: teritorija današnje opštine Nikšić - Vrbica, Golija, Donje Crkvice, Jasikovac, Ubli, Javljen; na primorju Petrovac na moru, Buljarica, Lapčići, Tivat (katolici).
- Hercegovina: okolina Bileće - Bogdašići, Dabarsko polje, Bijeljani, Meča, Korita; Tasovčići i Ćesim kraj Nevesinja;
- Bosna: okolina Trnova - Širokari, Ilovica, Vrbovnik, Umčani; Ponor kraj Pala, Brankovići kraj Rogatice; Zabrđe i Trebević kraj Sarajeva; Liješće kraj Bosanskog Broda; Durakovići kraj Vlasenice (muslimani).
- Srbija: Lonjin kraj Ljubovije.

Krajem 19. i tokom 20. veka veliki broj Bjelica je iz Hercegovine i Crne Gore kolonizovan ili se preselio u Srbiju.  Početkom 20. veka iz Vrbice su se Bjelice naselile u okolinu Prokuplja, u Jovine Livade i Novi Đurevac, i u još nekoliko sela Jablanice i Puste Reke.  Posle Drugog svetskog rata, određeni broj Bjelica se naselio u Vojvodinu, najviše u okolinu Vrbasa.

## Istaknute Bjelice
- Nemanja Bjelica, srpski košarkaš.
- Novica Bjelica, srpski odbojkaš.
- Isidora Bjelica, srpska spisateljica.
- Dimitrije Bjelica, bosansko-hercegovački i srpski šahista i šahovski pisac i novinar.
- Milko Bjelica, srpski i crnogorski košarkaš.
- Irena Bjelica, crnogorska fudbalerka.
- Milka Bjelica, crnogorska košarkašica.
- Nenad Bjelica, hrvatski fudbalski trener i bivši igrač.
- Ana Bjelica, srpska odbojkašica.
- Mihailo Bjelica, srpski novinar, hroničar i profesor novinarstva.
- Petar Bjelica, srpski ekonomista.
- Milan Bjelica, general-major Vojske Srbije.
- Milovan Bjelica, načelnik opštine Sokolac.

## Literatura
- [1] Dragutin R. Bjelica, Bjelice, kazivanja o plemenu i bratstvima, Beograd, 1996
- [2] Jovan Erdeljanović, Stara Crna Gora: Etnička prošlost i formiranje crnogorskih plemena, Beograd, 1978